# Павлово
Па́влово (неофіційна назва Па́влово-на-Оці) — місто районного значення в Нижньогородській області Росії. Адміністративний центр Павловського району і муніципального утворення місто Павлово, яке має статус міського поселення.
Населення 60,7 тис. жителів (62 500 в 2006; 32 тис. в 1939, 48 тис. в 1959; 63,2 тис. в 2005).
Місто розташоване на правому березі річки Оки на Перемиловських горах, за 79 км від Нижнього Новгорода. Кінцева станція одноколійної тепловозної залізничної лінії Окська — Металіст. Автомобільна дорога Р125 Нижній Новгород — Ряжськ.